# Karl II av Mantua
Karl II av Mantua, född 1629, död 1665, var en monark (hertig) av Mantua från 1629 till 1665. 